# Ѯ
Ѯ, ѯ（称呼为 кси, ksi）是一个早期西里尔字母，由希腊字母 Ξ 演变而成。 ѯ 现在已不再使用。

## 音值
代表／ks／。

## 参看
- Ξ ξ（希腊字母）